# Zwergpottwale
Die Zwergpottwale (Kogia) sind eine Gattung der Wale mit zwei Arten, dem Kleinen Pottwal und dem etwas größeren Zwergpottwal. Sie sind mit dem Pottwal (Physeter macrocephalus) verwandt, stehen, vor allem ihrer Kleinheit wegen, aber in einer eigenständigen, monotypischen Familie, den Kogiidae.
Bei der Erstbeschreibung notierte John Edward Gray nicht die Bedeutung des Gattungsnamens. W. S. Macleay vermutete später eine Ableitung vom englischen Wort codger (mürrischer alter Mann).

## Merkmale
Zwergpottwale sind deutlich kleiner als ihr bekannter Verwandter. Sie erreichen Längen von 2,1 bis 3,4 Metern und ein Gewicht von 136 bis 408 Kilogramm. Ihre Haut ist an der Oberseite dunkelgrau und an den Flanken und am Bauch heller gefärbt. Ihr Vorderkopf ist relativ groß und beinhaltet ein Spermaceti-Organ. Wie beim eigentlichen Pottwal sind nur am Unterkiefer funktionale Zähne vorhanden und die unpaare Nasenöffnung liegt auf der linken Schädelseite. Die Finne ist sichelförmig.
Über die Lebensweise ist wenig bekannt, das meiste Wissen stammt von gestrandeten Tieren. Sie dürften eher träge Tiere sein, die manchmal bewegungslos im Meer treiben. Ihre Nahrung besteht vorwiegend aus Kopffüßern, aber auch aus Fischen.
Zwergpottwale wurden manchmal bejagt, aber nicht in dem Ausmaß wie ihr großer Verwandter. Beide Arten gelten zwar als selten, werden aber von der International Union for Conservation of Nature and Natural Resources (IUCN) als nicht gefährdet gelistet.